# دان جان
دان جان (به انگلیسی: Don Jon) فیلم کمدی رمانتیک و کمدی-درام آمریکایی به نویسندگی و کارگردانی جوزف گوردون-لویت است. این فیلم اولین تجربه کارگردانی فیلم بلند گوردن-لویت است. دان جان برای اولین بار در ۱۸ ژانویه ۲۰۱۳ تحت عنوان اصلی‌اش یعنی اعتیاد دان جان در طی جشنواره فیلم ساندنس به نمایش درآمد و سپس در تاریخ ۲۷ سپتامبر ۲۰۱۳ در ایالات متحده اکران شد. در این فیلم بازیگرانی چون جوزف گوردون-لویت، اسکارلت جوهانسون، جولین مور، راب براون و گلن هدلی به ایفای نقش می‌پردازند. دان جان فروشی ۴۱ میلیون دلاری در سطح جهان تجربه کرد و نقد‌های عموماً مثبتی از منتقدان دریافت کرد.

## داستان
جان مارتلو، نوع امروزی دن خوان است که به گفته خودش به چیزهای معدودی اهمیت می‌دهد. از جمله «بدنش، تشکش، ماشینش، خانواده‌اش، کلیسایش، دوستانش، دوست‌دخترانش و پورنش.» او زندگی جنسی فعالی دارد ولی از فیلم‌های پورن راضی‌تر است.
یک شب که او با دو دوستش، بابی و دنی، بیرون می‌رود، با بارابارا شوگرمن آشنا می‌شود. اگرچه باربارا از او خوشش می‌آید ولی جان موفق نمی‌شود شب را با او بگذراند. جان او را از طریق فیس‌بوک پیدا می‌کند و با او قرار می‌گذارد. این علاقه دوطرفه است ولی باربارا اصرار به آشنایی طولانی‌مدت سنتی دارد. پس این رابطه بیش از یک ماه بدون سکس ادامه می‌یابد. باربارا، جان را تشویق می‌کند تا به کلاس‌های شبانه برود تا شغلی دفتری پیدا کند. آن‌ها با خانواده‌های هم آشنا می‌شوند و پدر و مادر جان سریعاً عاشق باربارا می‌شوند.
نهایتاً این دو باهم رابطه برقرار می‌کنند ولی جان هنوز راضی نیست، زیرا حس می‌کند هنوز چیزی کم است. پس دوباره به سراغ فیلم‌های پورن می‌رود. باربارا می‌فهمد و شوکه می‌شود. جان انکار می‌کند و می‌گوید این یک شوخی بوده‌است.
رابطه آن‌ها ادامه می‌یابد و جان به دیدن پورنوگرافی ادامه می‌دهد ولی معمولاً این کار را خارج از آپارتمانش انجام می‌دهد تا باربارا متوجه نشود. یک بار که جان در حال دیدن این فیلم‌ها با گوشی است، استر که زنی میانسال است او را می‌بیند. یک شب، باربارا در کامپیوتر جان شواهدی پیدا می‌کند که نشان می‌دهد او هم چنان پورن می‌بیند. پس از این، آن دو رابطه‌شان را تمام می‌کنند.
جان تلاش می‌کند به زندگی قبلی خود برگردد ولی موفق نیست. استر با جان ارتباط می‌گیرد و قصد دارد تجربیاتش را در اختیارش بگذارد. استر می‌گوید دلیل این که او از رابطهٔ واقعی لذت نمی‌برد این است که پورنوگرافی رابطه‌ای یک طرفه است. او همچنین می‌گوید رابطه داشتن از پورنوگرافی بهتر است و باید خواهان این باشد که خودش را هنگام رابطه در شخص مقابل غرق کند همان‌طور که شخص مقابل خودش را در او غرق می‌کند؛ تا رابطه‌ای دوطرفه داشته باشد. استر فاش می‌کند که شوهر و پسرش، ۱۴ ماه پیش در یک تصادف رانندگی کشته شده‌اند. او می‌گوید رابطه جنسی باید یک تجربه دوطرفه باشد و با کمک او، نهایتاً جان موفق می‌شود یکرابطه جنسی احساسی، بدون نیاز به فیلم‌های پورن داشته باشد.
جان نهایتاً از دیدن این گونه فیلم‌ها خودداری می‌کند. او به والدینش دربارهٔ اتمام رابطه‌اش با باربارا می‌گوید و آنها به‌شدت ناراحت می‌شوند. خواهرش، مونیکا، می‌گوید باربارا هرگز به جان اهمیت نمی‌داده و از او استفاده می‌کرده تا در رؤیای عاشقانه خود زندگی کند. جان از بارابارا به‌خاطر دروغ گفتن عذرخواهی می‌کند. باربارا می‌گوید من فقط از تو یک چیز خواستم و تو موفق نشدی. جان پاسخ می‌دهد تو از من چیزهای زیادی خواستی و من از عهده انتظارات تو برنمی‌آیم. بارابارا خداحافظی می‌کند و از جان می‌خواهد دیگر با او تماس نگیرد.
جان با استر دوست می‌شود و اگرچه هیچ کدام، علاقه‌ای به ازدواج ندارند ولی باور دارند مناسب هم هستند و از لحاظ احساسی می‌توانند در یکدیگر غرق شوند‌.

## بازیگران
- جوزف گوردون-لویت در نقش جان مارتلو جونیور
- اسکارلت جوهانسون در نقش باربارا شوگرمن
- جولیان مور در نقش استر
- تونی دنزا جان مارتلو سنیور، پدر جان
- گلن هدلی در نقش آنجلا، مادر جان
- بری لارسون در نقش مونیکا مارتلو، خواهر جان
- راب براون در نقش بابی، دوست جان
- جرمی لوک در نقش دنی، دوست جان
- پل بن-ویکتور در نقش کشیش
- آن هاتاوی در نقش امیلی لامباردو
- چنینگ تیتوم در نقش کانر ورو
- مگان گود در نقش بازیگر زن هالیوودی #2
- کوبا گودینگ جونیور در نقش بازیگر مرد هالیوودی #2
- سارا دومونت در نقش سیکوئنس
- ایتالیا ریچی در نقش جینا

## رسانه خانگی
دان جان در ۳۱ دسامبر ۲۰۱۳ (شب سال نو) بر روی دی‌وی‌دی و دیسک بلوری منتشر شد. تا ژوئن سال ۲۰۱۴، بیش از دو میلیون کپی از نسخه بلوری خریداری شدند.